# Francis Baring, I baronetto Baring
Sir Francis Baring, I baronetto Baring (Exeter, 18 aprile 1740 – Londra, 11 settembre 1810), è stato un banchiere inglese.

## Biografia
Nacque a Larkbeare House, vicino Exeter, figlio di Johann Baring, e di sua moglie, Elizabeth Vowler, figlia di un ricco droghiere di Exeter. 
Suo padre emigrò da Brema nel 1717 e si stabilì a Exeter, dove divenne uno dei principali produttori e mercante di tessuti di lana. La sua morte prematura nel 1748, portò Francis e i suoi fratelli, a essere cresciuto e fortemente influenzato da sua madre. 
A partire dal 1750, Francis venne mandato a Londra a studiare da Mr Fargue a Hoxton e poi presso l'Accademia di Mr Fuller a Lothbury. Fece un tirocinio presso Samuel Touchet. Il giorno di Natale del 1762, si unì i suoi due fratelli sopravvissuti e fondò John e Francis Baring & Co, che dal 1807 era conosciuta come la Baring Brothers & Co. 

### John e Francis Baring Company
Inizialmente, l'azienda era stata finanziata da un vecchio amico di famiglia, Nathaniel Paice, un mercante di Londra che era in pensione. Nonostante le prime sconfitte, la City di Londra riconobbe rapidamente le qualità speciali di Baring e nel 1771 la Royal Exchange Assurance lo nominò alla sua corte, fino al 1780.

### Il successo finanziario
Il capitale iniziale crebbe costantemente da £ 20.000 nel 1777 al £ 70.000 nel 1790. Il decennio successivo si rivelò molto redditizio, grazie alla caduta di Amsterdam e l'ascesa di Londra come centro commerciale marittimo, grazie ai divieti di guerra francesi sul trasporto in Amsterdam. Il capitale salì a £ 400.000 nel 1804.
I profitti annuali aumentarono a £ 40.000 nel 1790 e raggiunsero il picco a £ 200.000 nel 1802; sono stati calcolati dopo il pagamento dei partner ad interesse del 4%, a volte 5%, sul loro capitale. La quota di Baring dei profitti aumentò costantemente da un quarto a metà del 1760 alla metà del 1777 a tre quarti dal 1801. La sua ricchezza totale salì di conseguenza, da quasi £ 5.000 nel 1763, a £ 64.000 nel 1790 e di £ 500.000 nel 1804.
All'inizio i profitti aziendali di Baring derivavano principalmente dal commercio internazionale, in particolare dalla Gran Bretagna, la costa dell'Europa occidentale, la penisola iberica, l'Italia, la Indie occidentali e, dal 1770, il Nord America. Il successo di questo lavoro furono le alleanze con i principali mercanti europei e nordamericani. Il 29 maggio 1793 venne nominato baronetto.

## Matrimonio
Sposò, il 12 maggio 1767, Harriet Herring (18 maggio 1750–3 dicembre 1804), figlia di William Herring. Ebbero undici figli:
- Maria (1769-?), sposò Richard Stainforth, ebbero una figlia;
- Dorothy Elizabeth (1771-1859), sposò Pierre César Labouchere, della Hope & Co., ed ebbero un figlio;
- Thomas (1772-1848);
- Alexander (1774-1848);
- Catherine (1775);
- Henry (1777-1848);
- William (1778);
- William (1779-1820), sposò Frances Poulett-Thomson, ebbero quattro figli;
- George (1781-1854), sposò Harriet Rochfort D'Oyly, ebbero quattordici figli;
- Frances (1785-?), sposò Thomas Read Kemp, ebbero una figlia;
- Lydia (1787-?), sposò Philip Laycock Story, ebbero una figlia.

## Morte
Grazie all'accumulo di grandi ricchezze gli ha permesso di condurre una vita signorile. Nel 1790 iniziò ad acquistare immobili a Beddington, nel Surrey, basata su Camden House, e nel 1796 ha comprato Manor House, una casa di campagna relativamente modesto di circa sei miglia (10 km) a sud-est del centro di Londra, dal suo vecchio amico Joseph Paice, per £ 20.000. Nel 1801 ha acquisito dal Duca di Bedford una proprietà e una grande casa, Stratton Park, a Stratton.  
Baring morì nel 1810 a Lee, un quartiere di Londra. La sua ricchezza al momento della morte era di £ 606.000.